# Füssen
Füssen er en tysk by i Landkreis Ostallgäu i det sydvestlige Bayern. Lige uden for Füssen ligger det berømte slot Neuschwanstein. Byen har 15.608 indbyggere (31/12/2018).
Füssen ligger ved den romantiske vej en turistrute, som går gennem små smukke byer med mange seværdigheder.
- Wikimedia Commons har flere filer relateret til Füssen